# Mjölkesläktet
Mjölkesläktet (Chamerion) är ett släkte växter i familjen dunörtsväxter med 8–10 arter från bergsområden och tempererade delar av Europa, Nordafrika, Asien, Nordamerika (söderut till centrala Mexiko). Mjölke (C. angustifolium) är vildväxande i Sverige och ytterligare några arter odlas som trädgårdsväxter.
Släktet är närstående dunörtssläktet (Epilobium) och har tidigare räknats dit. Mjölkesläktets arter har dock strödda blad, blommorna saknar pip och ståndarna sitter i en krans. Dunörtssläktet har motsatta blad, blommorna har en lång pip och ståndarna sitter i två skilda kransar.
Släktnamnet Chamerion (gr.) betyder "låg nerium".